# George Richards
George Richards  est un ancien joueur américain de tennis, né le 23 avril 1921 et mort le 12 mars 1992.

## Palmarès
- Masters de Cincinnati : finaliste en 1946